# Мсхалдиди
Мсхалдиди (груз. მსხალდიდი, азерб. Sxəldi və ya Sxaltı) — село Мцхетского муниципалитета, края Мцхета-Мтианети республики Грузия с 99 %-ным азербайджанским населением. Находится на юго-востоке Грузии, на территории исторической области Шида-Картли.

## Топоним
Среди местного азербайджанского населения используются два варианта названия села - «Сыхалди» или «Сыхалты» (азерб. «Sxəldi» və ya «Sxaltı»).

## История
Село ранее именовалось Армудлар (азерб. Armudlar), что в переводе с азербайджанского языка на русский означает «Груши».

## География
Село расположено на восточном склоне Триалетского горного хребта, в 21 км от Мцхета, на высоте 1140 метров над уровнем моря.
Граничит с городом Тбилиси, селами Мухатцкаро, Напетвреби, Нахширгора, Цодорети, Лиси, Тхинвали, Агараки и Дзвели-Ведзиси Мцхетского Муниципалитета.

## Население
По данным Государственного статистического комитета Грузии, согласно официальной переписи 2014 года, численность населения села Мсхалдиди составляет 603 человек и на 99 % состоит из азербайджанцев.
Первая перепись населения в селе была проведена в 1926 году и была равна 133 жителям в 22 семьях.

## Экономика
Население в основном занимается сельским хозяйством, овцеводством, скотоводством и овощеводством.

## Достопримечательности
- Средняя школа[3]
- Мечеть[6]. Ахунд мечети - Гаджи Магомед Гамбаров.[4]

## Известные уроженцы
- Исак Новрузов - бывший депутат парламента Грузии, заместитель министра энергетики Грузии
- АДИЛ ГАСАНОВ - полковник, ВС Азербайджанской Республики. Ветеран  Карабахской войны
- АЛАМДАР ГУРБАНОВ - полковник лейтенант, ВС Азербайджанской Республики. Ветеран Карабахской войны
- ИМАНВЕРДИ ГУСЕЙНОВ и ЭМИЛЬ ГУРБАНОВ - участники второй Карабахской войны
- РИЗВАН ГУРБАНОВ -полковник лейтенант, ВС Азербайджанской Республики. Ветеран Карабахской войны
- РАХШАН ГУРБАНОВ- подполковник ,ВС Азербайджанской Республики. Участник второй Карабахской войны.